# Claire d'Asta
 (août 2010).
Si vous disposez d'ouvrages ou d'articles de référence ou si vous connaissez des sites web de qualité traitant du thème abordé ici, merci de compléter l'article en donnant les références utiles à sa vérifiabilité et en les liant à la section « Notes et références ».
Pour les articles homonymes, voir Asta.
Claire d'Asta, née le 16 décembre 1953 à Marseille, est une autrice-compositrice-interprète française.

## Biographie
Dès l'âge de treize ans, Claire d'Asta étudie le chant au conservatoire de Marseille, puis elle se perfectionne avec la cantatrice Christiane Castelli.
Elle est découverte par Christian Delagrange en 1974 et l'accompagne sur les scènes de France durant quelques années, lui écrivant aussi quelques chansons. Elle enregistre la chanson de Prévert de Serge Gainsbourg en 1981. Puis s'envole de ses propres ailes en 1982, en rencontrant Michel Mallory.
Claire d'Asta enseigne actuellement le chant à Louveciennes (Yvelines) et travaille avec son mari, Jean Musy, qui est compositeur de musique de films.

## Compositions
- 1973 - Un disque de toi, musique de Claire d'Asta, paroles de Claire d'Asta, interprété par Julie Grégor[2], disque 45 tours Decca[3]
- 1975 - Nos vingt-cinq ans, musique de Marie-Claire d'Asta, paroles de Christian Delagrange[4], disque 45 tours Carrère[5]

## Interprétations
- 1982 - J'ai pleuré sur ma guitare en duo avec Johnny Hallyday dans l'émission Champs-Élysées le 6 février 1982[6],[7],[8]
- 1983 - Elle a également participé au conte musical Abracadabra en interprétant La planète amour, version française de la chanson d'Abba Lay all your love for me[9]

## Discographie
- 1972 - C'est bon la vie est belle, disque 45 tours Philips
Face A : C'est bon la vie est belle, Face B : Puisque le loup n'y est pas[10]
- 1981 - La chanson de Prévert, disque 45 tours Philips
Face A : La chanson de Prévert de Serge Gainsbourg, Face B : Toi le musicien de Michel Mallory[11]
La chanson de Prévert se classe 40e au Hit-parade de 1981[12] et obtient un prix au Tokyo Music Festival de 1982
- 1982 - Avec l'amour en plus, Juannelle Productions - disque 45 tours Philips - Phonogram
Face A : Avec l'amour en plus de Michel Mallory et Marc Benois, Face B : Douce chanson de Michel Mallory[13]
- 1982 - Bleu Claire, disque 33 tours Philips[14]
- 1982 - 14 Succès 82, disque 33 tours Philips, différents artistes dont Claire D'asta, Jean-Luc Lahaye, Véronique Jannot, Elton John, Johnny Hallyday, Monvalos tropical [15]...
- 1982 - Aller où ?, disque 45 tours Philips
Face A : Aller où ? de Michel Mallory, Face B, Autant en emporte l'amour de Michel Mallory[16]
- 1983 - Le petit cheval, disque 45 tours Philips - Phonogram
Face A : Le petit cheval de Paul Fort et Georges Brassens, Face B : Dans la maison de mon père de Michel Mallory[17],[18]
- 1984 - Une nuit de ta vie, disque 45 tours Philips
Face A : Une nuit de ta vie de Michel Mallory et Marc Benois, Face B : Les oiseaux de Varsovie de Michel Mallory[19]
- 1986 - Coup de cœur, disque 45 tours Tréma
Face A : Coup de cœur de Jean-Pierre Bourtayre et Michel Mallory, Face B : Mississippi de Michel Mallory[20]
- 1988 - Il les fait chanter ! de Serge Gainsbourg, Polygram, différents artistes dont Claire D'asta, Isabelle Adjani, Jane Birkin, Catherine Deneuve [21]...
- 1994 - L'ange Noir (bande Originale du film), film de Jean-Claude Brisseau, Playtime, compositeur Jean Musy, interprètes Jean Musy et Claire D'Asta[22]